# Lycia lapponaria
Lycia lapponaria là một loài bướm đêm trong họ Geometridae.

## Hình ảnh

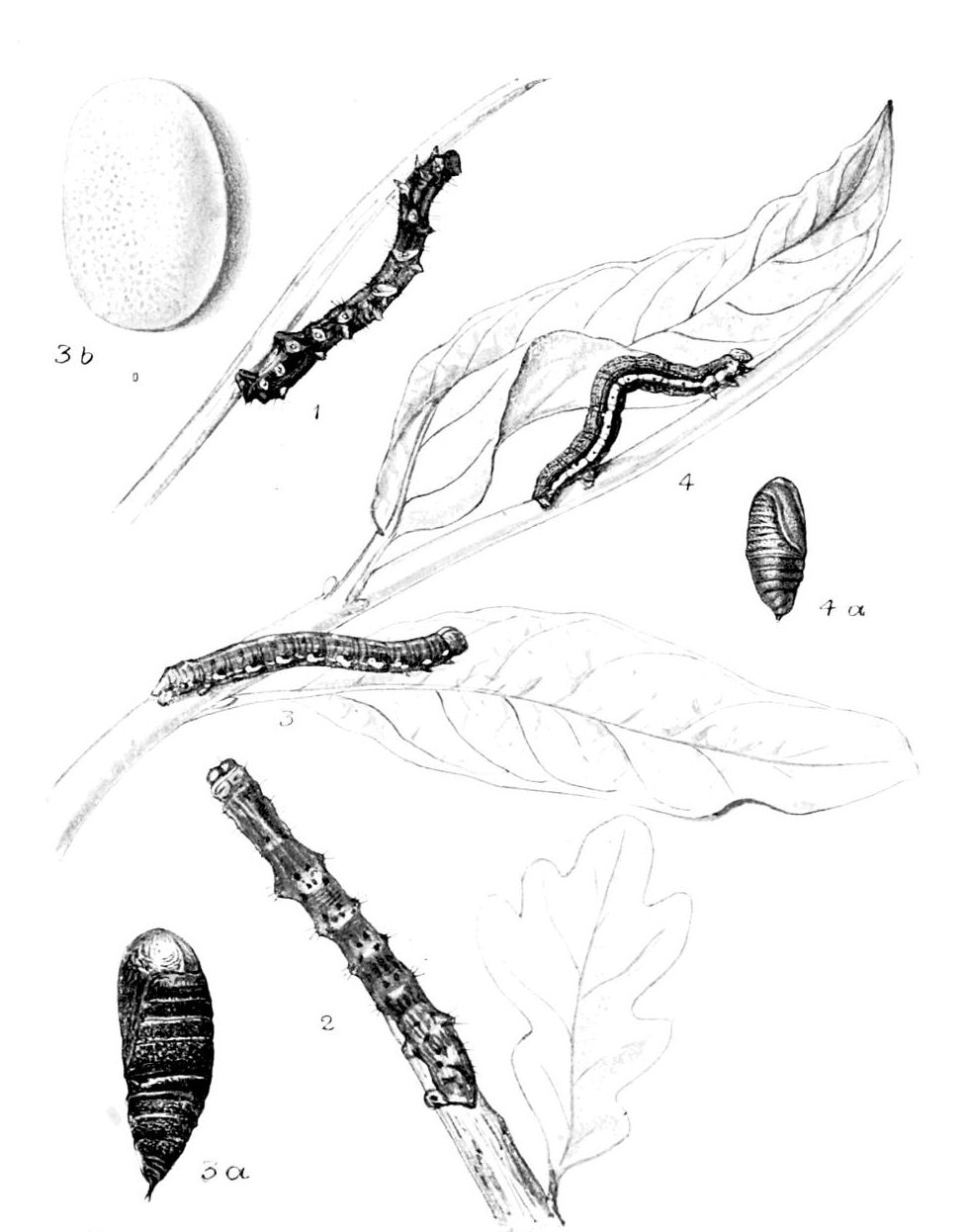
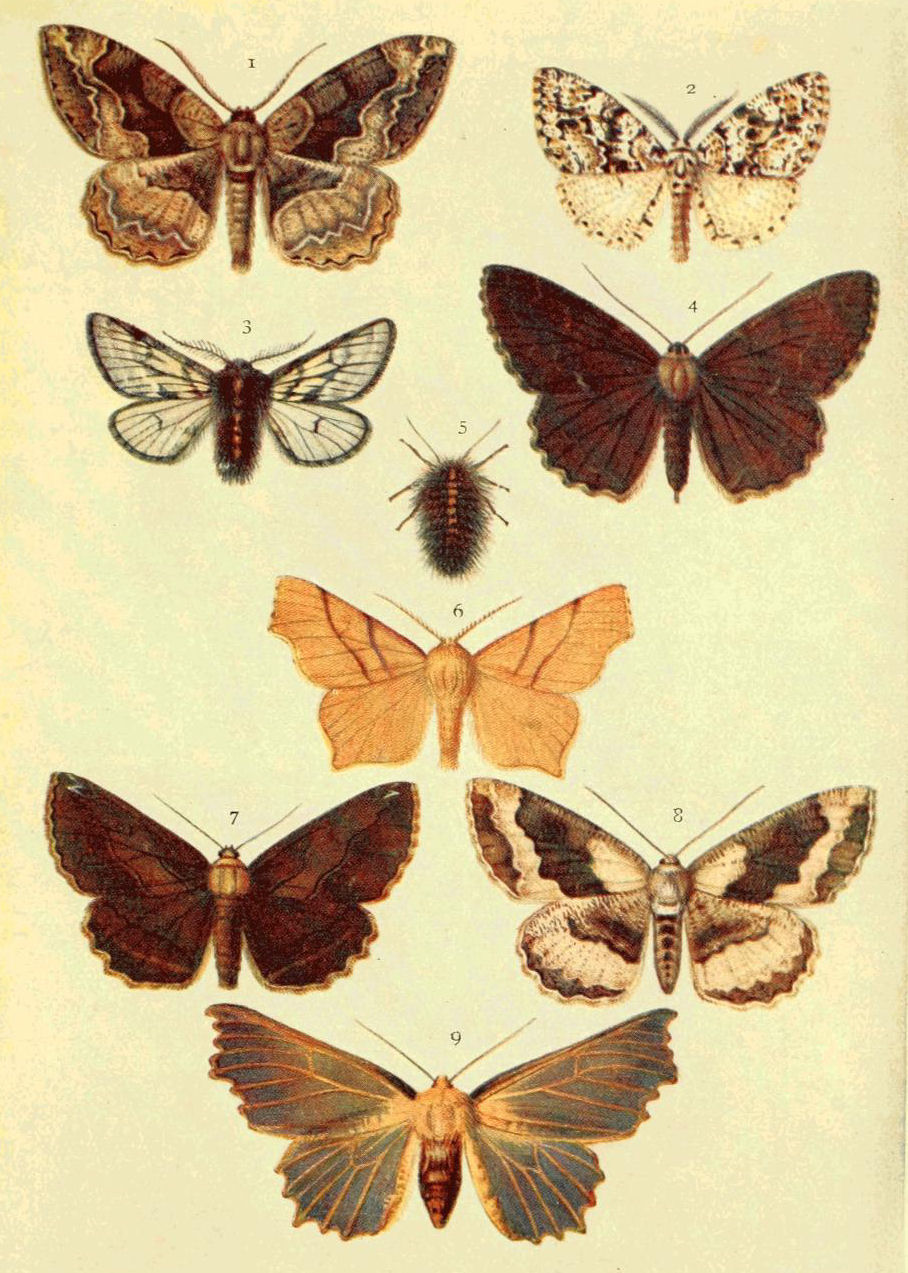